# Fotogrametría en mangles

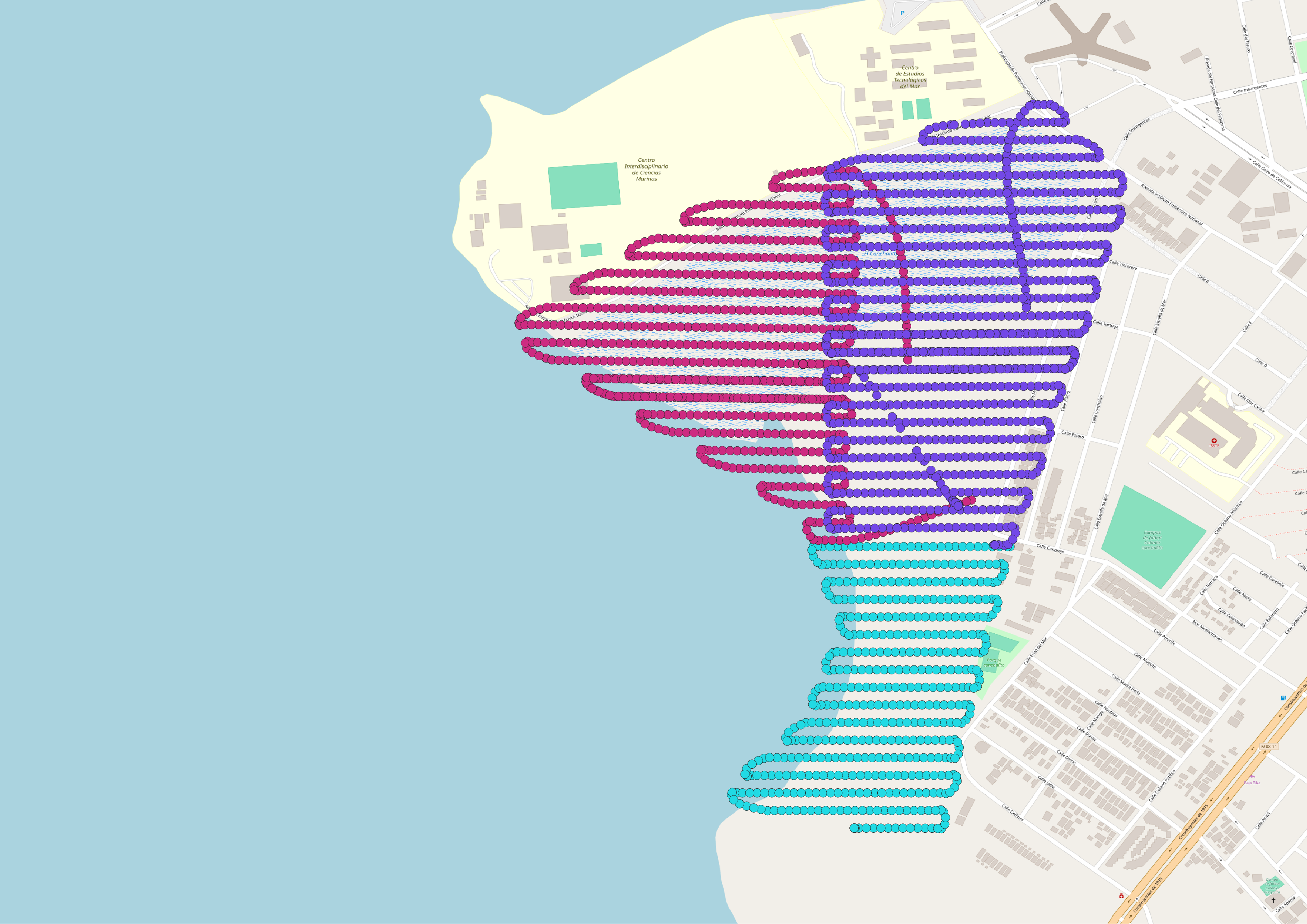
Plan de Vuelo hecho a través de Drone Tasking Manager del Equipo Humanitario de OpenStreetMap en El Conchalito, La Paz

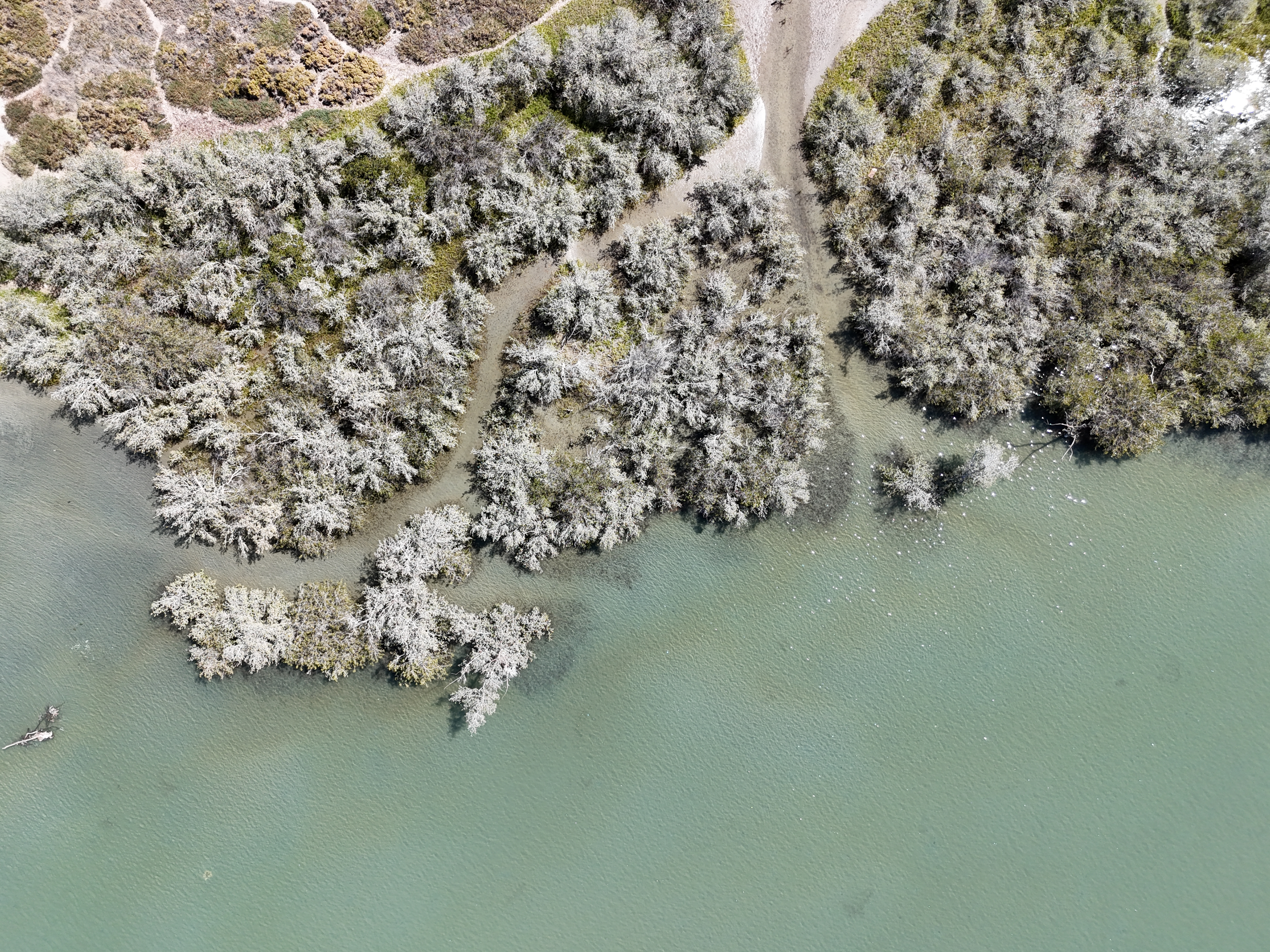
Fotos tomadas con dron DJI Mini 2 para integrar ortofoto del Estero El Conchalito.

Fotogrametría en mangles se refiere a la fotogrametría aplicada al monitoreo de ecosistemas costeros donde existe presencia de mangles (bosques de Manglar) es una práctica que ha ganado popularidad gracias a la mayor disponibilidad de vehículos aéreos no tripulados (VANTs o Drones en inglés), que puede ser utilizado de forma costeable y práctica para el monitoreo de ecosistemas naturales (monitoreo ambiental) que se encuentran sujetos a procesos de conservación, restauración y/o alguna otra forma de intervención humana para el beneficio del ecosistema local.

## Antecedentes
La fotogrametría con drones utiliza las técnicas de fotografía aérea para la producción de ortofotos y/o ortomosaicos, al adaptar la ruta de muestreo, los patrones de vuelo y la altura del VANT para poder producir imágenes de calidad adecuada para el monitoreo del mangle.

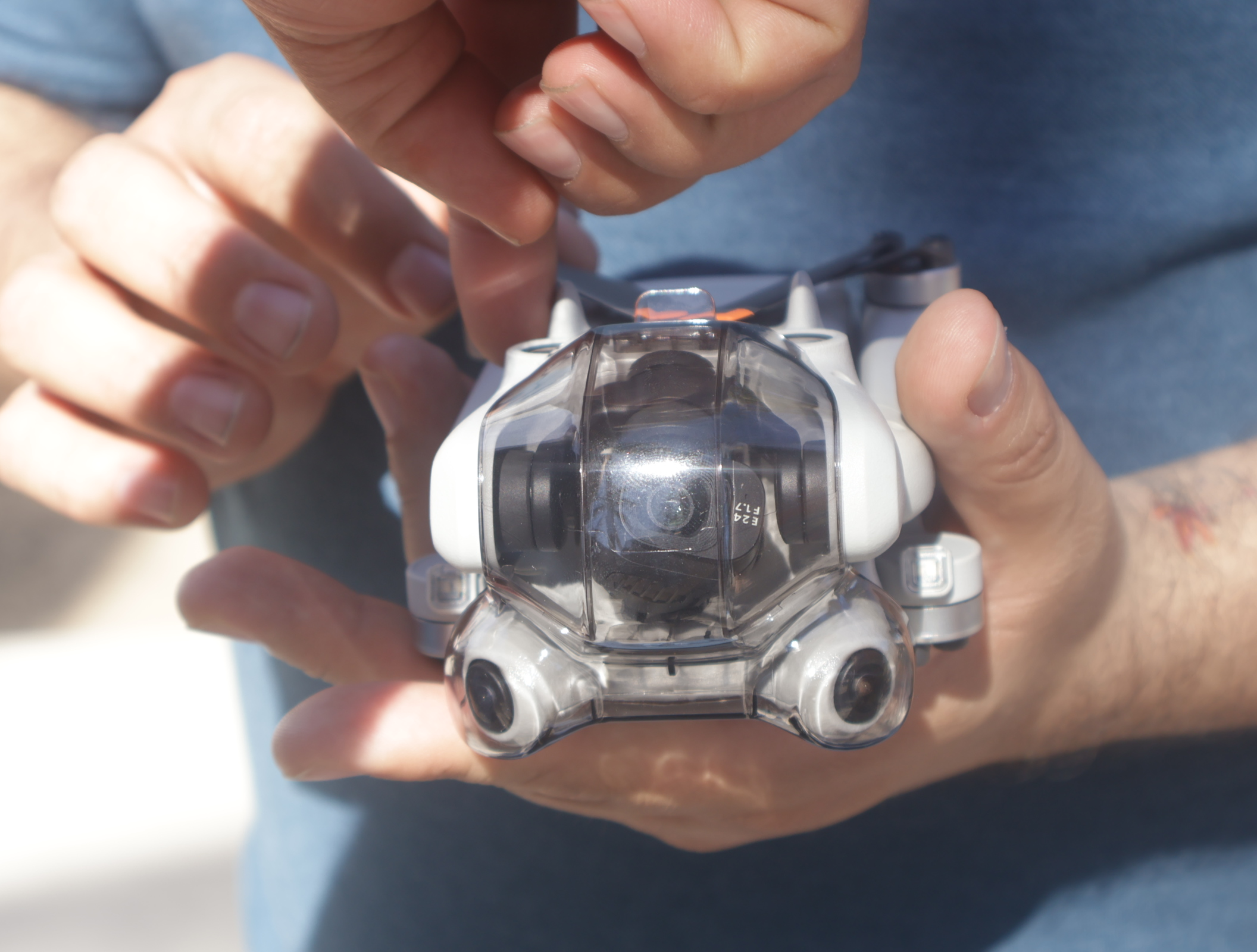
Dron Dji Mini 2, ligero y accesible para hacer monitoreo y protección de manglares.

Las imágenes producidas con estos métodos se clasifican como de resolución espacial alta o muy alta, dependiendo de si el pixel abarca de 1 a 5 metros o de 1 a 100 centímetros, respectivamente.Esta resolución es de gran utilidad en el contexto de los proyectos de conservación ambiental ya que permite realizar análisis de mayor precisión que las obtenidas mediante imagen satelital, las cuales tienden a tener resoluciones espaciales con pixeles de 10 metros o más por lado, como es el caso de las imágenes de  las misiones Sentinel-2 y Sentinel-3.
El uso de VANTs por parte de comunidades y grupos de conservación ha sido registrado de forma reciente como una estrategia para la gestión, la conservación y la defensa del territorio, así como para procesos de contraloría social en donde las comunidades se empoderan en la conservación de su entorno natural al poder generar información confiable y precisa de las áreas naturales por las que abogan.

## Diferencias entre fotografía aérea y fotogrametría
Existen algunas diferencias clave entre fotografía aérea y fotogrametría, en especial en el tipo de información que se genera con cada técnica. Las fotografía aérea produce fotografías bidimensionales de extensión variable en donde se representa un territorio con el mínimo posible de distorsiones, pero no se considera la elevación como un factor clave en el producto final, solo en el proceso de corrección de las imágenes; mientras que la fotogrametría contempla  de dos (latitud, longitud) o tres dimensiones (latitud, longitud y elevación) para la elaboración de sus productos, dando como resultado productos de mayor complejidad como pueden ser imágenes tridimensionales, nubes de puntos y modelos de elevación, entre otros.
Esta diferencia es clave para algunos métodos de análisis como son los cálculos de biomasa, que requieren un modelo tridimensional para poder hacer cálculos, mientras que las imágenes bidimensionales solo pueden ser usadas para determinar coberturas vegetales pero no la elevación de los árboles o la diferencia de altura entre copas de árboles y el suelo. 

## Caso de aplicación

### Monitoreo de concesiones forestales e hidroeléctricas en situación irregular en la Sierra Norte de Puebla
Ante una serie de concesiones con una extensión superior a las 900 mil para la extracción de hidrocarburos y la instalación de presas hidroeléctricas en la Sierra Norte de Puebla por parte de Grupo México, las comunidades locales se organizaron en diversos movimientos sociales como son el Consejo Tiyac Tlali y el Movimiento Mexicano de  Afectados por las Presas y en Defensa de los Ríos, que lograron un amparo judicial para la supresión de actividades. 
A pesar de dicho amparo, las actividades en la zona no se suspendieron, lo que llevó a que las comunidades a realizar el monitoreo de las zonas afectadas mediante el uso de VANTs, permitiendo que dichas organizaciones demostraran que las empresas concesionadas continuaban con las actividades laborales a pesar de que contaban con un amparo judicial para la suspensión del proyecto.